# Arquebisbat de Cebu
L'arquebisbat de Cebu (tagal: Artsidiyosesis sa Sugbo; llatí: Archidioecesis Nominis Iesu o Caebuana) és una seu metropolitana de l'Església Catòlica a les Filipines. El 2013 tenia 4.079.738 batejats sobre una població de 4.609.590 habitants; És la major arxidiòcesi a les Filipines i al sud-est asiàtic, té el més gran nombre de feligresos, preveres i seminaristes. Des de 2010 està regida per l'arquebisbe Jose Serofia Palma.
La patrona de la diòcesi és la Mare de Déu de Guadalupe de Cebu, i el segon patró és el sant filipí Pedro Calungsod.
Des de l'inici de la Conferència episcopal filipina la major part dels seus presidents són prelats de l'arxidiòcesi (el cardenal Julio Rosales al 1961–1966 i reescollit al 1974–1976; el cardenal Ricardo Vidal al 1985–1987 i l'arquebisbe Jose Palma al 2011-2013), també l'arquebisbe Gabriel Reyes serví com a primer president de l'Organització Catòlica pel Benestar (1945-1949 i 1950-1952).

## Territori
L'arxidiòcesi comprèn la província de Cebu, i és la diòcesi més gran del país. La seu arxiepiscopal és la ciutat de Cebu, on hi ha la catedral de Sant Vidal i la Basílica de l'Infant Jesús, un important destí de pelegrinatge i l'església més antiga de les Filipines.
El territori s'estén sobre 5.088km², i està dividit en 145 parròquies, reagrupades en 22 vicariats, que al seu torn estan agrupats en 7 districtes.
La província eclesiàstica comprèn la pròpia arxidiòcesi metropolitana i les següents seus sufragànies:
- bisbat de Dumaguete, a Negros Oriental
- bisbat de Maasin, a Leyte Meridional
- bisbat de Tagbilaran, a Bohol
- bisbat de Talibon, també a Bohol

El 6 de febrer de 1579, la primera diòcesi Filipines, la diòcesi de Manila va ser establerta com a sufragània de la seu de Mèxic. El 14 d'agost de 1595, el papa Climent VIII, per el breu Super specula militantis ecclesiae va elevar la diòcesi de Manila a arxidiòcesi metropolitana i va establir tres noves diòcesis sufragànies: Cebú, Càceres i  Nova Segòvia. El primer bisbe de Cebu va ser Pedro de Agurto, un agustí.
Com a diòcesi, Cebu tenia un territori molt extens que llavors incloïa la totalitat de la Visayas, Mindanao i les «illes més al sud»; també es va estendre més cap al Pacífic, fins a les Marianas, les Carolines i Palau. El 27 de maig de 1865 va cedir una porció del seu territori a la nova diòcesi de Jaro, avui arxidiòcesi.
El 17 de setembre de 1902 les illes Marianes van ser substretes de l'arxidiòcesi i constituïdes en una prefectura apostòlica autònoma (que és l'origen del bisbat de Chalan Kanoa).
El 10 d'abril de 1910 cedí altres porcions del seu territori a les diòcesis de Calbayog i de Zamboanga (avui arxidiòcesi). El 15 de juliol de 1932 cedí una nova porció del seu territori a la nova diòcesi de Bacolod i el 8 de novembre de 1941 de nou cedí territori a la diòcesi de  Tagbilaran.

## Història
L'Església Mare de Cebu
La història de la futura arxidiòcesi de Cebu comença amb l'arribada de Fernão de Magalhães a Cebu el 1521. L'Església s'ancorà aquell mateix any amb la professió de fe dels cebuans, el seu baptisme, la celebració diària de la missa i el capellà de l'expedició, fra Pedro Balderrama sent el pastor legítim per a les seves necessitats espirituals.
Malgrat tot, immediatament després de la creació durant l'etapa posterior a la batalla de Mactan, l'Església de Cebu decau per mancança de clergues. La majoria dels nadius apostataren de fet, mentre que d'altres s'aferraven a la imatge del Sant Nen de Cebu, la primera icona cristiana a les Filipines donada com un regal de baptisme per Magalhães. L'ocàs va continuar durant 44 anys fins que va ser restablerta el 1565 quan Miguel López de Legazpi i fra Andrés d'Urdaneta hi desembarquen. El romanent de l'Església cebuana el 1521, com és evident en la persona del rajà Tupas, va ser ressuscitada pels agustins com una abadia nullius quan l'evangelització de les Filipines va començar amb Andrés d'Urdaneta com el primer prelat. La supervisió dels indígenes passà a fra Diego de Herrera, que més tard rebatejà Tupas i els seus servents el 1568. L'Adelantado Miguel López de Legazpi va establir el seu govern a Cebu, per tant, la primera capital de les Filipines.
L'Església de Panay
L'Església es va expandir de Cebu quan els missioners restants dirigits per fra Diego d'Herrera es van veure obligats a moure's cap al nord-oest temporalment a causa d'un conflicte amb el portuguès i van establir les bases de la comunitat cristiana al Panay al voltant de 1569.
L'Església de Camarines
El 1570 el segon lot de missioners va arribar a Cebu. L'illa es va convertir en la seu eclesiàstica, ja que era el centre de l'evangelització. Un missioner notable va ser fra Alfonso Jiménez, OSA, que va viatjar i va penetrar a la regió de Camarines a través de les illes de Masbate, Leyte, Samar i Burias i hi va fundar l'Església. Va ser anomenat el primer apòstol de la regió.
L'Església de Manila
Cap al 1571, fra Herrera va ser assignat com a capellà de Legazpi, des de Panay va avançar més al nord i va fundar la comunitat de l'Església local a Manila. Allà Legazpi va traslladar la seu del govern al territori. No obstant això, Cebu va con tinuar sent la capital espiritual del país.
L'Església d'Ilocos-Cagayan
El 1572 els espanyols dirigits per Juan de Salcedo van marxar de Manila més al nord amb el segon grup de missioners agustins i van ser pioner en l'evangelització de les comunitats d'Ilocos (començant per Vigan) i les regions de Cagayan.
Àsia
Després que la cristiandat de Cebu s'estengués al llarg de les Filipines, els ordes mendicants espanyols i els nadius van estendre les seves missions a Ambon (Indonèsia), Macau, Formosa, Hokkien (Xina), Nagasaki (Japó), Malaca (Malàisia), Borneo, i les nacions de la Micronèsia.
El 28 d'abril de 1934 va ser elevat al rang d'arxidiòcesi metropolità per la butlla Romanorum Pontificum del papa Pius XI. El darrer bisbe sufragani Gabriel M. Reyes va ser promogut arquebisbe. El 1981 va rebre la visita del papa Joan Pau II.

## Honors titulars

### La basílica del Sant Nen: Mare i Cap de totes les Esglésies
A la carta apostòlica Ut Clarificetur, en conferir els títols i privilegis de la basílica, el papa Pau VI el 1965 va descriure la Basílica del Sant Nen com la «mare i cap de totes les esglésies de les Filipines» (mater et caput omnium ecclesiarum Insularum Philippinarum). El mateix Pau VI també anomenà la basílica com a «símbol del naixement i creixement del cristianisme a les Filipines.»

### Seu del cristianisme a les Filipines
Joan Pau II, a la seva homilia per a les famílies a Cebu (19 de febrer de 1981), anomenà l'illa com el lloc de naixement de la fe:
| «             | Trobant-me en aquesta important ciutat coneguda com el bressol del cristianisme a les Filipines, vull expressar la meva profunda alegria i profunda acció de gràcies al Senyor de la història. La idea que durant 450 anys a la llum de l'Evangeli ha brillat amb brillantor sense atenuants en aquesta terra i en la seva gent és motiu de gran alegria. | » |
| — Joan Pau II | |   |

### Herald de la tradició cristiana filipina
El primer baptisme a Cebu va ser fet el 14 d'abril de 1521 i, per tant, el Rajah Humabon i la resta dels nadius es van convertir en els primers filipins cristians. A l'illa també es va celebrar la primera missa amb la participació de conversos filipins. També hi va tenir lloc la primera resistència en contra de l'avanç mahometà des del sud. La primera festivitat cristiana a les Filipines es dedicà al Sant Nen i se celebra allà. La primera confessió gravada i l'extremunció d'un habitant acusat van succeir. A Cebu també van ser erigits els primers temples cristians de les Filipines (la Catedral Metropolitana de Cebu i Basílica del Sant Nen).

## Episcopologi

Escut de l'arxidiòcesi

- Pedro de Agurto, O.S.A. † (30 d'agost de 1595 - 14 d'octubre de 1608 mort)
  - Sede vacante (1608-1612)
- Pedro Arce, O.S.A. † (17 de setembre de 1612 - 16 d'octubre de 1645 mort)
  - Sede vacante (1645-1660)
- Juan Vélez † (26 de gener de 1660 - 1662 mort)
- Juan López † (23 d'abril de 1663 - 14 de novembre de 1672 nomenar arquebisbe de Manila)
  - Sede vacante (1672-1676)
- Diego de Aguilar, O.P. † (16 de novembre de 1676 - 1 d'octubre de 1692 mort)
  - Sede vacante (1692-1697)
- Miguel Bayot, O.F.M.Disc. † (13 de maig de 1697 - 28 d'agost de 1700 mort)
  - Sede vacante (1700-1705)
- Pedro Sanz de la Vega y Landaverde, O. de M. † (26 de gener de 1705 - 17 de desembre de 1717 mort)
  - Sede vacante (1717-1722)
- Sebastián Foronda † (2 de març de 1722 - 20 de maig de 1728 mort)
  - Sede vacante (1728-1734)
- Manuel de Ocio y Campo † (20 de gener de 1734 - 21 de juliol de 1737 mort)
  - Sede vacante (1737-1740)
- Protacio Cabezas † (29 d'agost de 1740 - 3 de febrer de 1753 mort)
  - Sede vacante (1753-1757)
- Miguel Lino de Ezpeleta † (18 de juliol de 1757 - 1771 mort)
  - Sede vacante (1771-1775)
- Mateo Joaquín Rubio de Arevalo † (13 de novembre de 1775 - 1788 mort)
  - Sede vacante (1788-1792)
- Ignacio de Salamanca † (24 de setembre de 1792 - de febrer de 1802 mort)
- Joaquín Encabo de la Virgen de Sopetrán, O.A.R. † (20 d'agost de 1804 - 8 de novembre de 1818 mort)
  - Sede vacante (1818-1825)
- Francisco Genovés, O.P. † (21 de març de 1825 - 1 d'agost de 1827 mort)
- Santos Gómez Marañón, O.S.A. † (28 de setembre de 1829 - 23 d'octubre de 1840 mort)
  - Sede vacante (1840-1846)
- Romualdo Jimeno Ballesteros, O.P. † (19 de gener de 1846 - 17 de març de 1872 mort)
  - Sede vacante (1872-1876)
- Benito Romero, O.F.M. † (28 de gener de 1876 - de novembre de 1885 mort)
- Martín García y Alcocer, O.F.M. † (7 de juny de 1886 - 30 de juliol de 1904 renuncià)
- Thomas A. Hendrick † (17 de juliol de 1903 - 29 de novembre de 1909 mort)
- Juan Bautista Gorordo † (2 d'abril de 1910 - 19 de juny de 1931 renuncià)
- Gabriel Martelino Reyes † (29 de juliol de 1932 - 25 d'agost de 1949 nomenar arquebisbe de Manila)
- Julio Rosales y Ras † (17 de desembre de 1949 - 24 d'agost de 1982 jubilat)
- Ricardo Jamin Vidal (24 d'agost de 1982 succeduto - 15 d'octubre de 2010 jubilat)
- Jose Serofia Palma, des del 15 d'octubre de 2010

## Demografia
El 2013, la diòcesi tenia 4.079.738 batejats sobre una població de 4.609.590 persones, equivalent al 88,5% del total.
| any  | població  | població  | població | sacerdots | sacerdots       | sacerdots       | sacerdots             | diaques | religiosos | religiosos | parròquies |
| ---- | --------- | --------- | -------- | --------- | --------------- | --------------- | --------------------- | ------- | ---------- | ---------- | ---------- |
| any  | batejats  | total     | %        | total     | clergat secular | clergat regular | batejats por sacerdot | diaques | homes      | dones      |            |
| 1950 | 1.112.264 | 1.122.132 | 99,1     | 134       | 74              | 60              | 8.300                 |         | 59         | 87         | 64         |
| 1958 | 1.139.000 | 1.169.081 | 97,4     | 188       | 103             | 85              | 6.058                 |         | 105        | 189        | 71         |
| 1970 | 1.733.077 | 1.810.000 | 95,8     | 268       | 138             | 130             | 6.466                 |         | 149        | 307        | 89         |
| 1980 | 1.998.209 | 2.326.000 | 85,9     | 281       | 147             | 134             | 7.111                 |         | 190        | 426        | 105        |
| 1990 | 2.285.000 | 2.570.000 | 88,9     | 331       | 193             | 138             | 6.903                 |         | 314        | 528        | 119        |
| 1999 | 2.733.290 | 3.159.648 | 86,5     | 502       | 265             | 237             | 5.444                 |         | 417        | 818        | 135        |
| 2000 | 2.787.956 | 3.222.841 | 86,5     | 501       | 275             | 226             | 5.564                 |         | 465        | 879        | 136        |
| 2001 | 2.815.836 | 3.255.070 | 86,5     | 489       | 277             | 212             | 5.758                 |         | 471        | 988        | 137        |
| 2002 | 2.843.994 | 3.287.621 | 86,5     | 569       | 283             | 286             | 4.998                 |         | 556        | 990        | 138        |
| 2003 | 2.872.434 | 3.320.497 | 86,5     | 592       | 293             | 299             | 4.852                 |         | 641        | 995        | 138        |
| 2004 | 3.268.081 | 3.652.546 | 89,5     | 589       | 299             | 290             | 5.548                 |         | 607        | 927        | 138        |
| 2006 | 3.415.000 | 3.789.000 | 90,1     | 738       | 292             | 446             | 4.627                 |         | 744        | 1.020      | 137        |
| 2013 | 4.079.738 | 4.609.590 | 88,5     | 613       | 336             | 277             | 6.655                 | 1       | 1.078      | 1.144      | 145        |